# Arenberg (Schiff)
Das Motorschiff Arenberg war ein Massengutfrachter der Rheinischen Stahlwerke AG. Das Schiff wurde von der Seereederei Frigga bereedert.

## Geschichte
Die Arenberg war das zweite einer Klasse von vier Schiffen. Sie lief am 30. Juli 1958 bei der Rheinstahl Nordseewerke GmbH in Emden mit der Bau-Nr. 324 vom Stapel und wurde am 21. Oktober des Jahres abgeliefert. Schwesterschiffe der Arenberg waren die Rheinstahl, Otto Springorum und Anita Thyssen.
Die Arenberg wurde nach einer Zeche der Rheinstahl AG benannt. Sie fuhr vor allem im Kohle- und Eisenerz-Frachtgeschäft als Zulieferer der deutschen und europäischen Stahlindustrie, war aber auch lange in Zeitcharter im Getreidetransport eingesetzt.
1969 wurde die Arenberg, wie ihre Schwesterschiffe Rheinstahl und Otto Springorum, an die indische Dempo Steamships Ltd. verkauft und als Jagat Padmini weiter betrieben. Ab September 1978 wurde sie im spanischen Santander verschrottet.

## Zwischenfälle
1967 brach auf der Fahrt von Pepel nach Rotterdam in der Biskaya in einer Besatzungskammer ein Brand aus, der sich schnell ausbreitete. Nach stundenlangen Löschversuchen musste die Besatzung das Schiff aufgeben. Mehrere Schiffe waren zu Hilfe geeilt. Nachdem die Mannschaft das Schiff verlassen hatte, wurde sie vom DDR-Stückgutfrachter Malchow geborgen und nach Spanien gebracht. Die Arenberg blieb schwimmfähig und konnte später von einem niederländischen Schlepper geborgen werden. Nach Reparatur in Emden ging sie noch im gleichen Jahr wieder in Dienst.
Im Januar 1978 brach auf der Fahrt von Casablanca nach Bombay mit Phosphatladung im Mittelmeer ein weiterer Brand aus. Die 43 Besatzungsmitglieder des nun unter indischer Flagge fahrenden Schiffes wurden von Schiffen der 6. US-Flotte gerettet. Dabei stürzte ein Hubschrauber des Flugzeugträgers Nimitz ab, dessen Besatzung ebenfalls gerettet werden konnte. Das Schiff wurde nach Valletta auf Malta geschleppt, wo die Schäden als wirtschaftlicher Totalschaden eingestuft wurden. Das Schiff wurde daraufhin zur Verschrottung nach Spanien verkauft.